# Mein Hut, der hat drei Ecken
Mein Hut, der hat drei Ecken ist ein Volkslied, das auf eine neapolitanische Melodie zurückgeht.

## Ursprung
Das Lied wird auf die Melodie von O mamma, mamma cara gesungen, das auf eine neapolitanische Canzonetta zurückgeht und auch in den Bänkelsang Eingang fand. Es handelt sich um ein „bemerkenswertes Beispiel einer ‚wandernden Melodie‘“ durch verschiedenste musikalische Werke. Reinhard Keiser soll die Melodie in seinem Singspiel Der angenehme Betrug oder Der Carneval von Venedig (1707) zitiert haben, das so erfolgreich war, dass Gassenjungen auf der Straße immer wieder neue Texte dazu erfanden. Allerdings ist die Partitur dieses Singspiels verschollen, so dass diese Angabe nicht überprüft werden kann. Rodolphe Kreutzer verwendete die Melodie 1816 in der Musik für das Ballett Le Carnaval de Venise des Choreographen Louis Milon. Niccolò Paganini spielte in seinen Konzerten Variationen über diese Melodie und zwar unter dem Titel Carnevale di Venezia op. 10 (1829). Durch Paganini erlangte das Thema dann auch eine größere Popularität. Unter dem Titel Souvenirs de Paganini komponierte Frédéric Chopin sein Rondo Nr. 1 ebenfalls als Variationswerk über diese Melodie. Weitere Variationen über das Thema schufen u. a. Johann Strauss (Vater) für Klavier bzw. Orchester, Francisco Tárrega für Gitarre, Jean-Baptiste Arban für Kornett bzw. Trompete, Wilhelm Posse für Harfe, Giovanni Bottesini für Klavier und Kontrabass. Variationen für Flöte und Klavier schufen Giulio Briccialdi (Carnevale di Venezia op. 78, um 1855) und Paul-Agricole Génin (Carnaval de Venise op. 14, 1872). Auch unter dem Titel La bruna gondoletta war das Lied als Barcarola verbreitet. Auf diesen Text verfasste u. a. Julius Benedict Konzertvariationen für Singstimme und Begleitung.
Der Text Mein Hut, der hat drei Ecken beschreibt den früher verbreiteten Dreispitz. Aufzeichnungen aus mündlicher Überlieferung im Deutschen Volksliedarchiv gehen auf die Jahre vor 1870 zurück. In gedruckter Form ist der Text erstmals im Saarland 1886 belegt, dort allerdings noch auf die Melodie des Volkslieds Wer lieben will, muss leiden. Auch aus Westpreußen ist der Text überliefert. Der Anfang des Textes erscheint auch in einem Spottvers aus der Pfalz, der um 1920 aufgezeichnet wurde, aber bis in die napoleonische Zeit zurückreichen soll:
Mein Hut, der hat drei Ecke,

Drei Ecke hat mein Hut,

Napoleon soll verrecke,

Mit seiner blech’ne Schnut.
Auf die Melodie der Canzonetta werden auch das Lied Ein Mops kam in die Küche und das erotische Frauenlied Ich lieg im Bett und schwitze gesungen.

## Liedtext
Mein Hut, der hat drei Ecken,

drei Ecken hat mein Hut.

Und hätt er nicht drei Ecken,

so wär’s auch nicht mein Hut.

## Ausführung als bewegtes Singspiel
Das Lied kann als bewegtes Singspiel ausgeführt werden, bei dem nach Art eines Lückentextliedes mit jeder Strophe ein weiteres Schlüsselwort ausgelassen und nur noch gestisch dargestellt wird. Wer versehentlich in eine Lücke hinein singt, muss in der Regel ausscheiden oder ein Pfand abgeben.
Der Inhalt des Liedes wird bei dieser Ausführung durch folgende Gesten untermalt:
- mein – mit dem Zeigefinger auf sich selbst zeigen
- Hut – sich an den Kopf oder die imaginäre Hutkrempe fassen
- drei – drei Finger ausstrecken
- Ecken – den Ellenbogen mit der Hand berühren
- nicht – Kopfschütteln

## Verbreitung

### Folklore
Es existieren Varianten des Liedes in Schwedisch, Dänisch, Norwegisch, Englisch, Niederländisch, Spanisch, Portugiesisch, Estnisch, aber auch in Hebräisch. In der jüdischen Kultur wird das Lied oft mit Kindern in Verbindung mit dem Purimfest gesungen. Der persische Wesir Haman, der die Vernichtung der Juden beabsichtigte, soll einen dreieckigen Hut getragen haben. Nach der Lehre einiger hebräischer Schulen verweisen auch die Hamantaschen, eine Süßigkeit, die traditionell zum Purimfest gebacken wird, auf die dreieckige Hutform Hamans. Allerdings wird das hebräische Lied „La kova sheli shalosh pinot“ auf eine andre Melodie gesungen als das deutsche Pendant.

### Belletristik
In Primo Levis Buch Die Atempause, das der Holocaust-Literatur zuzurechnen ist, bildet die Vorführung des Singspiels „Mein Hut, der hat drei Ecken“ durch eine Theatergruppe ein zentrales Motiv: „Im Gestischen der Pantomime und im Kreisgang eines sinnlosen Kinderreims artikuliert sich sprachlos die Essenz des Daseins der Überlebenden.“

### Popmusik
Das Lied befindet sich auch auf der Kinderlieder-CD Unser Apfelhaus von Nena. Dort wurde es um eine zweite Strophe mit dem Text „Mein Schuh, der hat drei Löcher“ ergänzt.